# Coupe Kirin 1991
La Kirin Cup 1991 est la douzième édition de la Coupe Kirin. Elle se déroule en juin 1991, au Japon. Le tournoi se déroule entre des pays (la Thaïlande et le Japon) et des clubs (Vasco de Gama et Tottenham).

## Résultats
- 2 juin : Japon 1-0 Thaïlande
- 2 juin : Vasco de Gama 0-0 Tottenham Hotspur
- 5 juin : Japon 2-1 Vasco de Gama
- 5 juin : Thaïlande 0-2 Tottenham Hotspur
- 9 juin : Vasco de Gama 3-0 Thaïlande
- 9 juin : Japon 4-0 Tottenham Hotspur

## Tableau
| Équipe            | Pts | J | V | N | D | Bp | Bc | Dif |
| ----------------- | --- | - | - | - | - | -- | -- | --- |
| Japon             | 6   | 3 | 3 | 0 | 0 | 7  | 1  | +6  |
| Vasco de Gama     | 3   | 3 | 1 | 1 | 1 | 4  | 2  | +2  |
| Tottenham Hotspur | 3   | 3 | 1 | 1 | 1 | 2  | 4  | -2  |
| Thaïlande         | 0   | 3 | 0 | 0 | 3 | 0  | 6  | -6  |

## Vainqueur
| Vainqueur Kirin Cup 1991 Japon 1er titre |